# John Baptist Kaggwa
John Baptist Kaggwa (Bulenga, 23 marzo 1943 – Kampala, 20 gennaio 2021) è stato un vescovo cattolico ugandese.

## Biografia
John Baptist Kaggwa nacque a Bulenga, nella contea di Busiro e distretto di Wakiso, parte della parrocchia di Rubaga, il 23 marzo 1943 da Matia Ssentamu e Felsita Nazziwa. Aveva sei fratelli e sette sorelle.

### Formazione e ministero sacerdotale
Frequentò la Ssumbwe Infant School e poi la Lubaga Boys Primary School dal 1952 fino al 1957, quando completò la sesta classe della scuola primaria. L'anno successivo entrò nel seminario minore di Kisubi. Lì studiò anche la lingua latina. Successivamente fu ammesso al seminario maggiore "San Tommaso d'Aquino" di Katigondo dove studiò filosofia. Nel 1965 l'arcivescovo di Rubanga Joseph Kiwanuka lo mandò a studiare alla Pontificia università urbaniana a Roma con una borsa di studio. Prese residenza presso il Pontificio Collegio Urbano.
Nel maggio del 1970 fu ordinato diacono a Roma. Il 12 dicembre dell'anno successivo fu ordinato presbitero nella cattedrale di Santa Maria a Kampala da monsignor Emmanuel Kiwanuka Nsubuga. In seguito fu insegnante presso il seminario preparatorio di Nswanjere dal 1972 al 1975; primo rettore e insegnante del seminario maggiore "San Mbaaga", parroco di Ggaba e docente di latino nel seminario minore di Kisubi dal 1976 al 1983 e parroco della parrocchia di Cristo Re a Kampala. In seguito tornò a Roma e conseguì il dottorato in utroque iure presso la Pontificia Università Lateranense. Terminati gli studi, per cinque anni fu vice-rettore del Pontificio Collegio Missionario Internazionale San Paolo Apostolo a Roma.

### Ministero episcopale
Il 19 dicembre 1994 papa Giovanni Paolo II lo nominò vescovo coadiutore di Masaka. Ricevette l'ordinazione episcopale il 24 giugno successivo nella cattedrale di Nostra Signora dei Dolori a Masaka dal vescovo di Masaka Adrian Kivumbi Ddungu, co-consacranti il cardinale Emmanuel Wamala, arcivescovo metropolita di Kampala, e il vescovo di Fort Portal Paul Lokiru Kalanda. Il 10 gennaio 1998 succedette alla medesima sede. Prese possesso della diocesi il 22 marzo successivo.
Sotto la sua guida la diocesi sostenne diversi progetti di sviluppo tra i quali la costruzione di nuove scuole, case, negozi e fattorie. I proventi di questi progetti contribuirono a finanziare la diocesi e i suoi abitanti. A monsignor Kaggwa fu intitolata una galleria di negozi. Durante il suo episcopato, la diocesi istituì anche una propria stazione radio, Centenary FM.
Si batté anche contro il degrado ambientale in diverse parti del Paese.
Nel 2016, insieme ad altri leader cristiani, chiese al governo di rilasciare il leader dell'opposizione Kizza Besigye, costretto agli arresti domiciliari.
Nel marzo del 2010 e nel giugno del 2018 compì la visita ad limina.
Il 16 aprile 2019 papa Francesco accettò la sua rinuncia al governo pastorale della diocesi per raggiunti limiti di età. Dopo l'ordinazione del suo successore, continuò a risiedere in diocesi.
Tre giorni dopo il suo ritiro, Kaggwa ingaggiò alcuni investigatori privati per indagare sull'omicidio di fratel Norbert Emmanuel Mugarura, superiore generale dell'ordine dei Fratelli di San Carlo Lwanga, ucciso nei locali dell'università.
Nel giugno del 2020 chiese al governo ugandese di considerare di rinviare le elezioni generali del 2021 a causa della pandemia di COVID-19. Kaggwa era preoccupato che le campagne virtuali che sostituivano le manifestazioni di massa e gli eventi di propaganda non coinvolgessero l'elettorato. Temeva che le misure avrebbero favorito i candidati in carica e propose di posticipare le elezioni fino a due anni. Allo stesso tempo, Kaggwa fece una campagna per consentire ai proprietari di negozi arcade di riaprire, poiché i centri commerciali avevano il permesso di farlo.
Il 17 ottobre i partecipanti a un evento di preghiera organizzato da monsignor Kaggwa per i membri del clan Mbogo a Singo furono perquisiti dalla polizia e dai militari ugandesi. Per disperdere i partecipanti furono lanciati gas lacrimogeni e proiettili. Si ritiene che l'azione fosse collegata alla presunta partecipazione all'evento di Bobi Wine, membro dei Mbogo e candidato alla presidenza. Infatti, diversi sostenitori di Wine erano stati precedentemente arrestati dai servizi di sicurezza. La polizia in seguito si scusò con la Chiesa e con Kaggwa per aver usato gas lacrimogeni durante l'operazione.
Malato di COVID-19 da tre settimane, morì al Mulago National Referral Hospital di Kampala il 20 gennaio 2021 all'età di 77 anni. Le esequie si tennero sabato 23 gennaio. È sepolto nella cappella del seminario minore Bukalasa di Masaka accanto ai vescovi Paul Kalanda e Henry Ssentongo.

## Genealogia episcopale
La genealogia episcopale è:
- Cardinale Scipione Rebiba
- Cardinale Giulio Antonio Santori
- Cardinale Girolamo Bernerio, O.P.
- Arcivescovo Galeazzo Sanvitale
- Cardinale Ludovico Ludovisi
- Cardinale Luigi Caetani
- Cardinale Ulderico Carpegna
- Cardinale Paluzzo Paluzzi Altieri degli Albertoni
- Papa Benedetto XIII
- Papa Benedetto XIV
- Papa Clemente XIII
- Cardinale Marcantonio Colonna
- Cardinale Giacinto Sigismondo Gerdil, B.
- Cardinale Giulio Maria della Somaglia
- Cardinale Carlo Odescalchi, S.I.
- Cardinale Costantino Patrizi Naro
- Cardinale Lucido Maria Parocchi
- Papa Pio X
- Papa Benedetto XV
- Papa Pio XII
- Arcivescovo Joseph Nakabaale Kiwánuka, M.Afr.
- Vescovo Adrian Kivumbi Ddungu
- Vescovo John Baptist Kaggwa